# 傑米·里德
傑米·里德（英語：Jamie Reed；1973年8月4日—）是一位英國工黨政治人物。自2005年開始，他就是科普蘭選出的國會議員。他在工黨的影子內閣中擔任健康大臣。
里德於2016年12月宣佈辭任國會議員，並於2017年1月離任。